# Charles McLean Andrews
Charles McLean Andrews (Wethersfield, 22 de fevereiro de 1863 — New Haven, 9 de setembro de 1943) foi um historiador norte-americano. Escreveu 102 dos principais artigos e livros acadêmicos, bem como mais de 360 resenhas de livros e artigos jornalísticos. Em 1935, venceu o Prêmio Pulitzer de História.
Ele é especialmente conhecido como um líder da "escola imperial" de historiadores que estudaram, e geralmente admiraram, a eficiência do Império Britânico no século XVIII. Kross argumenta:
Seu legado intangível é duplo. A primeira é sua insistência em que toda a história seja baseada em fatos e que as evidências sejam encontradas, organizadas e pesadas. A segunda é sua injunção de que a América colonial nunca pode ser compreendida sem levar em conta a Inglaterra.